# Сікожиці (Малопольське воєводство)
Сікожиці (пол. Sikorzyce) — село в Польщі, у гміні Ветшиховиці Тарновського повіту Малопольського воєводства.
Населення — 469 осіб (2011).
У 1975-1998 роках село належало до Тарновського воєводства.

## Демографія
Демографічна структура станом на 31 березня 2011 року:
|          | Загалом | Допрацездатний вік | Працездатний вік | Постпрацездатний вік |
| -------- | ------- | ------------------ | ---------------- | -------------------- |
| Чоловіки | 247     | 59                 | 163              | 25                   |
| Жінки    | 222     | 40                 | 136              | 46                   |
| Разом    | 469     | 99                 | 299              | 71                   |